# 库楼

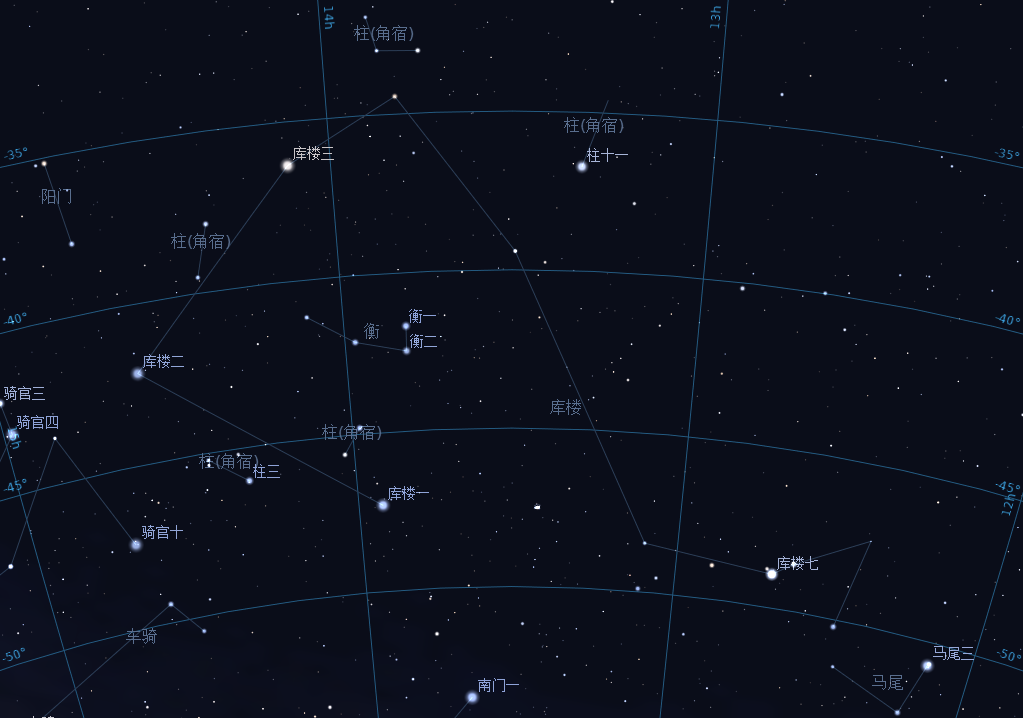
库楼星官图

库楼是中国古代星官之一，属于二十八宿的角宿，意为“武器库”。《晋书·天文志》载：
库楼十星，六大星为库，南四星为楼，在角南。一曰天库。
星官位于现代西方星座的半人马座，含有10颗恒星。清钦天监编《仪象考成》新增1星（后发现其实并非恒星，而是一球状星团）。

## 所含恒星[1]
- 库楼一，ζ Cen
- 库楼二，η Cen
- 库楼三，θ Cen
- 库楼四，g Cen
- 库楼五，d Cen
- 库楼六，f Cen
- 库楼七，γ Cen
- 库楼八，τ Cen
- 库楼九，D Cen
- 库楼十，σ Cen

- 库楼增一，ω Cen （NGC 5139）